# Piola (escarabajo)
Piola es un género de escarabajos longicornios de la subfamilia Lamiinae. Fue descrito por Marinoni en 1974.

## Especies
- Piola colombica Martins y Galileo, 1999
- Piola quiabentiae Marinoni, 1974
- Piola rubra Martins y Galileo, 1999
- Piola schiffi Galileo, Santos-Silva y Bezark, 2017
- Piola unicolor Martins y Galileo, 1999
- Piola wappesi Nascimento, Botero y Santos-Silva, 2018